# Lac Kanozero
Le lac Kanozero (en russe : Канозеро) est un lac de l'oblast de Mourmansk, en Russie.

## Géographie
Le lac est long de 32 km et large de trois à six kilomètres. Il est situé approximativement à mi-chemin entre le lac Oumbozero et la mer Blanche. Deux des principaux affluents du fleuve Oumba, la Kana et la Mouna, se jettent dans l'Oumba par le lac Kanozero. Les eaux du lac s'écoulent par deux émissaires : la  Rodvinga, par les chutes Kanosserski, la Kitsa par les chutes de Padoun. Ces deux cours d'eau rejoignent le lac Pontchozero, à environ 10 km en aval.
Le lac Kanozero est également connu pour les pétroglyphes de Kanozero.